# الأدميرال العائمة
الأدميرال العائمة هي رواية بوليسية مشتركة تعاون على تأليفها، عام 1931، أربعة عشر عضوًا في نادي التحقيق. كتب كلَ فصل من فصول الرواية الإثني عشر مؤلفٌ مختلف عن الآخر، وفق التسلسل التالي: كانون فيكتور وايتشرش، وجورج كول، ومارغريت كول، وهنري أوبري فليتشر، وأجاثا كريستي، وسيسيل ستريت، وميلوورد كينيدي، ودورثي سايرز، ورونالد نوكس، وفريمان ويلز كروفتس، وإدغار جيبسن، وكليمينس داين، وأنثوني بيركلي كوكس. ساهم غلبرت كايث تشيسترتون بكتابة مقدمة الرواية، التي جرى العمل عليها بعد الانتهاء من الرواية بشكل كامل.
كتب كل مؤلف من المؤلفين آنفي الذكر فصلًا واحدًا من الرواية، في لعبة أدبية من الاحتمالات، وتُرك غلبرت كايث تشيسترتون ليكتب مقدمة تتسم بالمفارقة النمطية، وكانت مهمة أنطوني بيركلي ربط جميع النهايات المفتوحة مع بعضها البعض. كتب كل مؤلف من المؤلفين الإثني عشر، إضافة إلى الفصل الخاص به، نهاية من تأليفه وقدمها في ظرف مختوم، تظهر جميع النهايات التي وضعها المؤلفون الإثني عشر في نهاية الكتاب.
يوضح سايرز في مقدمة الكتاب: «على كل كاتب أن يبني فصله الخاص، مع تحديده لحل نهائي للقصة –أي يترتب عليه ألا يعمل فقط على وضع تعقيدات جديدة في الرواية «لجعل الأمر أكثر صعوبة».. كان يترتب على كل كاتب أن يتعامل بإخلاص مع جميع العقبات التي تركها له أسلافه لينظر فيها».

## الأهمية الأدبية والنقد
«تعاون أعضاء نادي التحقيق اللندني في العمل على عملية تحرٍ واحدة بمهارة عالية وبشكل مترابط لدرجة لا يمكن لأي شخص أن يتوقعها».
محتوى الرواية فيه ما يكفي من المتعة ومن تحفيز حب الاستكشاف. تعطي مقدمة الكتاب، التي وضعتها دوروثي سايرز وعدل عليها النقاد والمحللون، لمحة عن أفكار المؤلفين وعن طرق صياغة العمل.

## ملخص الحبكة
عُثر، على متن قارب منجرف، على جثة الأدميرال بينيستون، الذي كان يتناول العشاء في الليلة الماضية مع ابنة أخته في منزل الكاهن. استخدم الأدميرال، بعد مغادرته لمنزل الكاهن، قاربه الخاص للانتقال عبر النهر إلى منزله. لم يكن القارب الذي عثر على جثة الأدميرال عليه ملكًا له، وإنما كان ملكًا للكاهن ماونت. تعرض الأدميرال للطعن بسكين أو بخنجر، دون وجود أيّ آثار للدم على أرض القارب، وكان حبل مرساة القارب مقطوعًا.

## قائمة بالشخصيات
- نيدي وير: أحد سكان القرية الذي يمتلك قاربًا خاصًا به، وهو من يكتشف جثة الأدميرال بينيستون. كان وير في يوم من الأيام فردًا في طاقم الأدميرال بينتسون. يعرف وير بأنه محب للسلام بشكل عام، ولكن، من الممكن له أن يستخدم لغة البحارة البذيئة عندما يغضب.
- الشرطي هيمبستيد: ضابط شرطة محلية كان في مناوبة ليلية في وقت قريب من وقوع حادثة الوفاة، وشاهد شخصية غامضة في السيارة.
- المفتش رودج: المفتش الذي يعمل على قضية مقتل الأدميرال بينيستون.
- القس (السيد) ماونت: الكاهن الذي عُثر على جثة الأدميرال بينيستون على متن قاربه، ووجدت قبعته بجانب الجثة. تعرض ماونت للهجران من زوجته التي هربت برفقة رجل آخر، وله منها ولدان اثنان.
- أليك ماونت: أحد أبناء الكاهن ماونت، ويبلغ من العمر ستة عشر عامًا.
- بيتر ماونت: الابن الآخر للكاهن ماونت، ويبلغ من العمر أربعة عشر عامًا.
- السير ويلفريد ديني: صديق الأدميرال بينيستون، وموظف مدني متقاعد مولع بحديقته. كان لديني صلات مع الأدميرال بينيستون عندما كان في الصين، وهرع، بشكل غريب، بالسفر إلى لندن صباح يوم اكتشاف الجثة.
- إلما هولاند (إلما فيتزجيرالد): امرأة شابة، تبلغ من العمر ثلاثين عامًا أو أكثر بقليل. لم تكن إلما، وفقًا لرأي المفتش رودج، تتسم بالجمال، لكن من الممكن لها أن تصبح جميلة إذا اهتمت بنفسها بعض الشيء. إلما هي ابنة أخت الأدميرال بينيستون، ومخطوبة لآرثر هولاند. تمتلك إلما وسائل استثمارية خاصة بها، وكانت موجودة في المنطقة لمدة شهر تقريبًا.